# Женская сборная Таиланда по баскетболу
Женская сборная Таиланда по баскетболу представляет Таиланд на международных соревнованиях. Баскетбольная ассоциация Таиланда — член ФИБА с 1953 года.

## История
Первым крупным турниром сборной Таиланда стал чемпионат Азии-1968, на котором команда заняла 4-е место. Единственный раз в своей истории баскетболистки Таиланда поднимались на подиум азиатского чемпионата в 1972 году. В последние 30 лет команда чаще всего занимает 5-е место на континентальных первенствах, уступая сборным Китая, Южной Кореи, Японии и Тайваня. Чемпионат Азии 2013 года пройдёт в Бангкоке.
Наивысшим достижением сборной на Азиатских играх остаётся 4-е место на домашних Играх 1978 года. Команда выиграла только один матч, победив сборную Малайзии со счётом 61:53.
В чемпионатах мира и Олимпийских играх не принимала участия ни разу.

## Результаты

### Чемпионаты Азии
| - 1968 — 4-е место - 1970 — 6-е место - 1972 — 3-е место - 1980 — 5-е место - 1986 — 5-е место - 1988 — 7-е место - 1995 — 7-е место - 1997 — 5-е место | - 1999 — 5-е место - 2001 — 5-е место - 2003 — 5-е место - 2005 — 5-е место - 2007 — 5-е место - 2009 — 5-е место - 2013 — 7-е место - 2015 — 5-е место |

### Азиатские игры
- 1978 — 4-е место
- 1990 — 6-е место
- 1994 — 6-е место
- 1998 — 7-е место
- 2006 — 5-е место
- 2010 — 5-е место

### Чемпионаты Юго-Восточной Азии
- 1995 —  1-е место
- 1997 —  1-е место
- 1999 —  2-е место
- 2002 —  1-е место
- 2004 —  2-е место
- 2007 —  1-е место
- 2010 —  2-е место